# الرافقة
الرافقة  وهي المدينة المشهورة التي أمر المنصور ببنائها سنة 155 ه‍، وتقع بالقرب من مدينة الرقة في سورية.

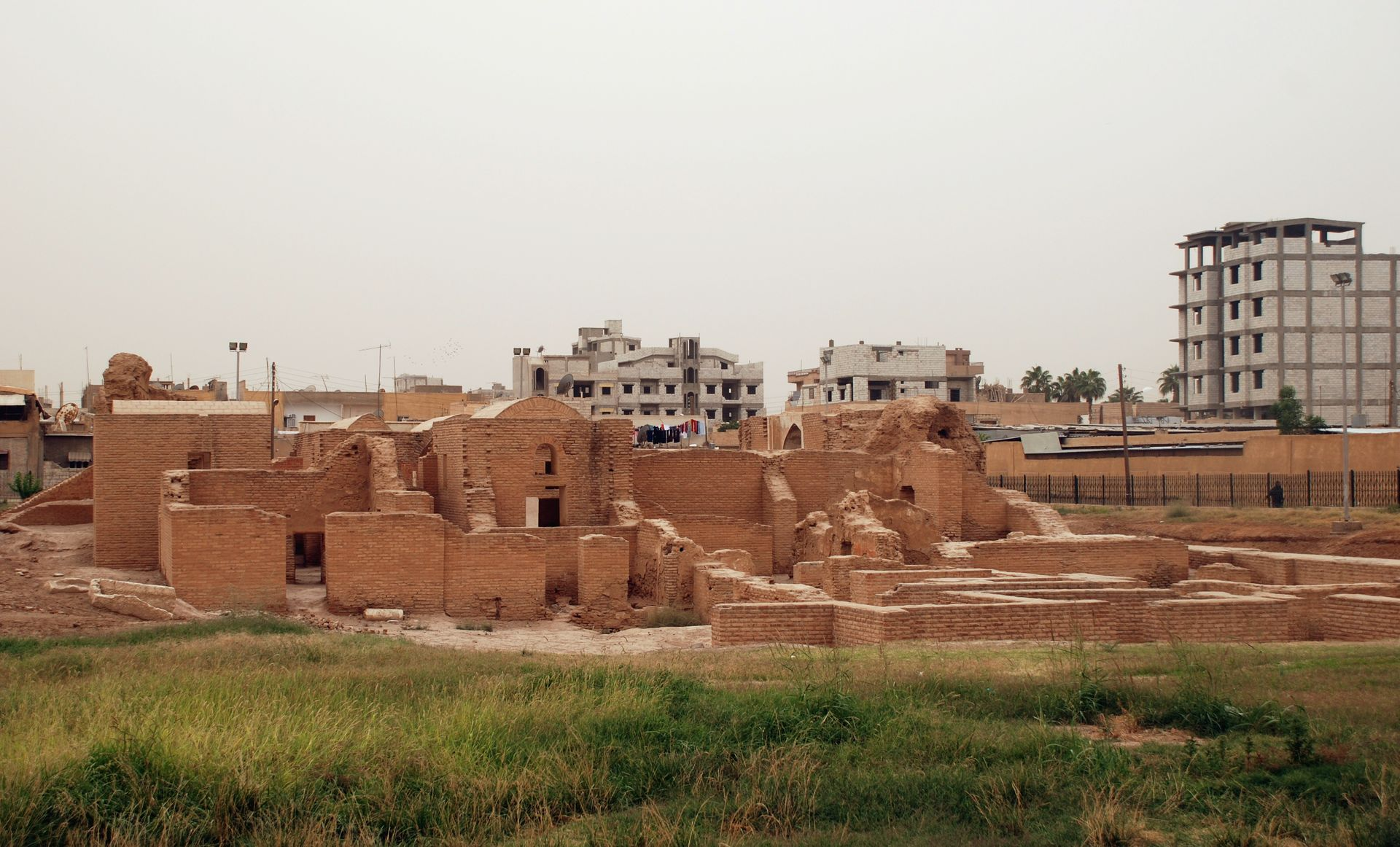
قصر البنات بالرافقة

## البناء والشكل
بعد ان قرر الخليفة العباسي أبو جعفر المنصور ان يختار مكاناً ليجعله العاصمة الصيفية للدولة العباسية، فقد أمر ببناء مدينة الرافقة قرب الرقة وعلى نهر الفرات، وجعلها دائرية الشكل لتكون توأما لمدينته المدورة بغداد، وكان تشييدها سنة 155ه‍/772م، كما أمر ببناء سور عليها،
على شكل دائري يشبه سور بغداد، الا انه أتخذ شكل حدوة حصان، وذلك لان الضلع الجنوبي للسور يلامس نهر الفرات، ولم يتطلب الامر اقامة سوراً مضاعفاً وخندقاً مائياً من هذه الجهة.
ولكن سور الرافقة كان مضاعفاً في الجهات الأخرى، وبينهما خندق يحيط بهما، وكان قسم السور السفلي قد شيد بدون زخارف مما يضفي عليه مشهداً أخاذاً، واما ابواب السور فكانت على شكل طاقات نفذت في السور الداخلي الرئيسي ووظيفتها تحقيق حرية الحركة والاتصال مابين المرابطين على السورين والصعود والهبوط من على جسم السور الرئيسي الداخلي، ويمتد من بوابة شارع مستقيم يخترق المدينة إلى رحبة مركزية تتوسطها، بني داخل هذه الرحبة قصر الامارة والمسجد الجامع، ويتقدم السور الخارجي خندق كان يزود بمياه الفرات مباشرة. وضمن هذه الاسوار وجنوب شرق الرافقة يقع قصر البنات.

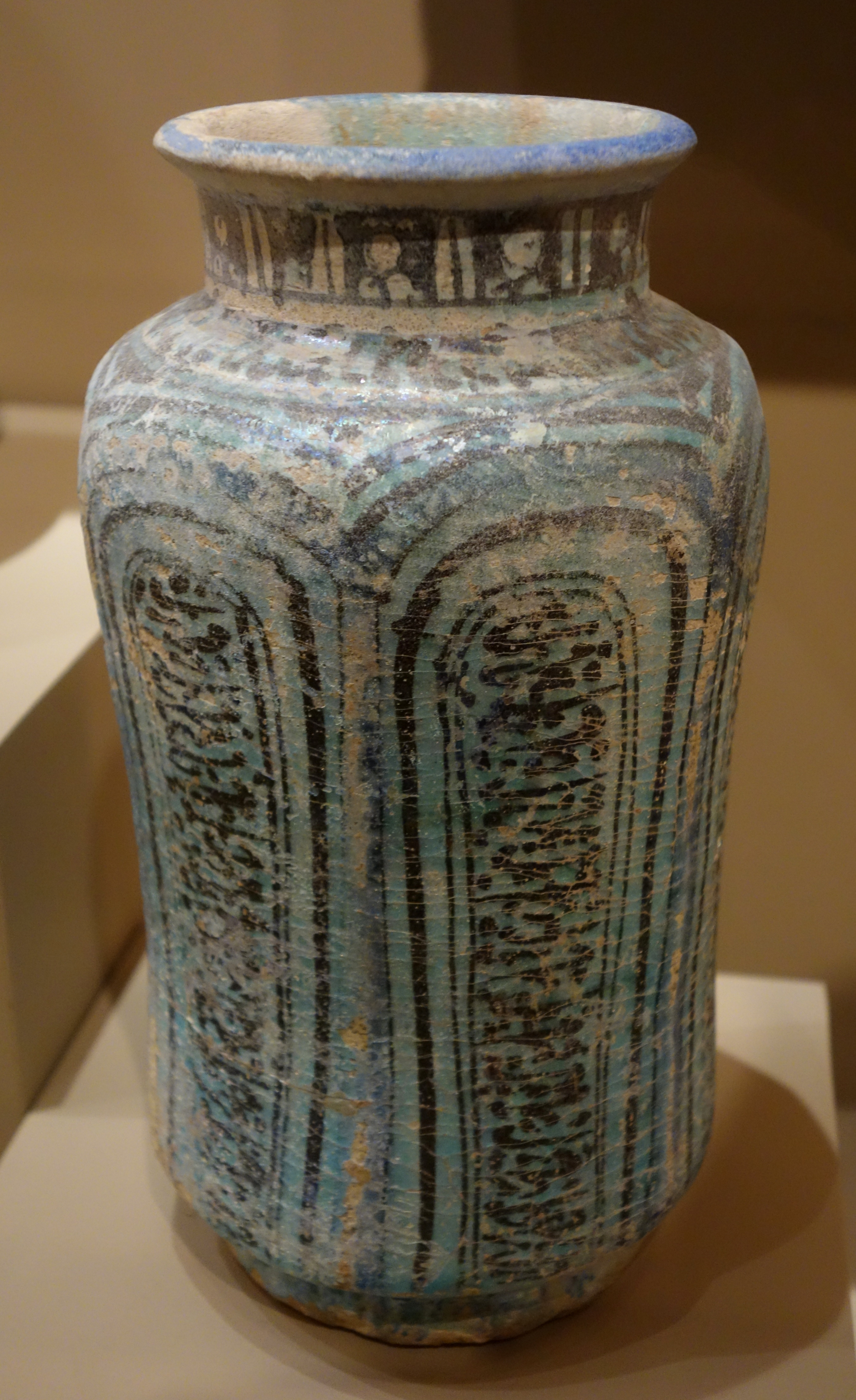
جرة أثرية من المدينة، عمرها نحو سبعمائة سنة

ودلت الخزفيات التي وجدت بهذا القصر انها تعود إلى عهد الدولة الأيوبية، ويتألف القصر من باحة مركزية تطل عليها أربعة أواوين.يقع مدخله في الجنوب، تقابله في اقصى الشمال صالة خلفها حجرة، وإلى جانبيها حجرتان، وتطل الصالة على باحة ورواقين. ويمتد القصر شرقاً وغرباً تحت الشوارع القائمة. وتعرض القصر إلى أعمال نهب بحثاً عن الخزف الرقي، ولذا لم تعثر فرق التنقيب على مدار خمس سنوات الا على إناء خزفي كامل، وكسر كثيرة متناثرة، وان القصر مر بثلاث مراحل اولاها في العصر الأيوبي حيث تعرض لحريق قد يكون المغول وراءه، ثم سكنته عائلات فقيرة ابتنت جدراناً هزيلة دلت على وجودهم، ثم سكن بعد خرابه في القرن التاسع عشر، حيث عثر على بقايا تنور، وهذه المرحلة هي الأفقر.

## أبواب المدينة

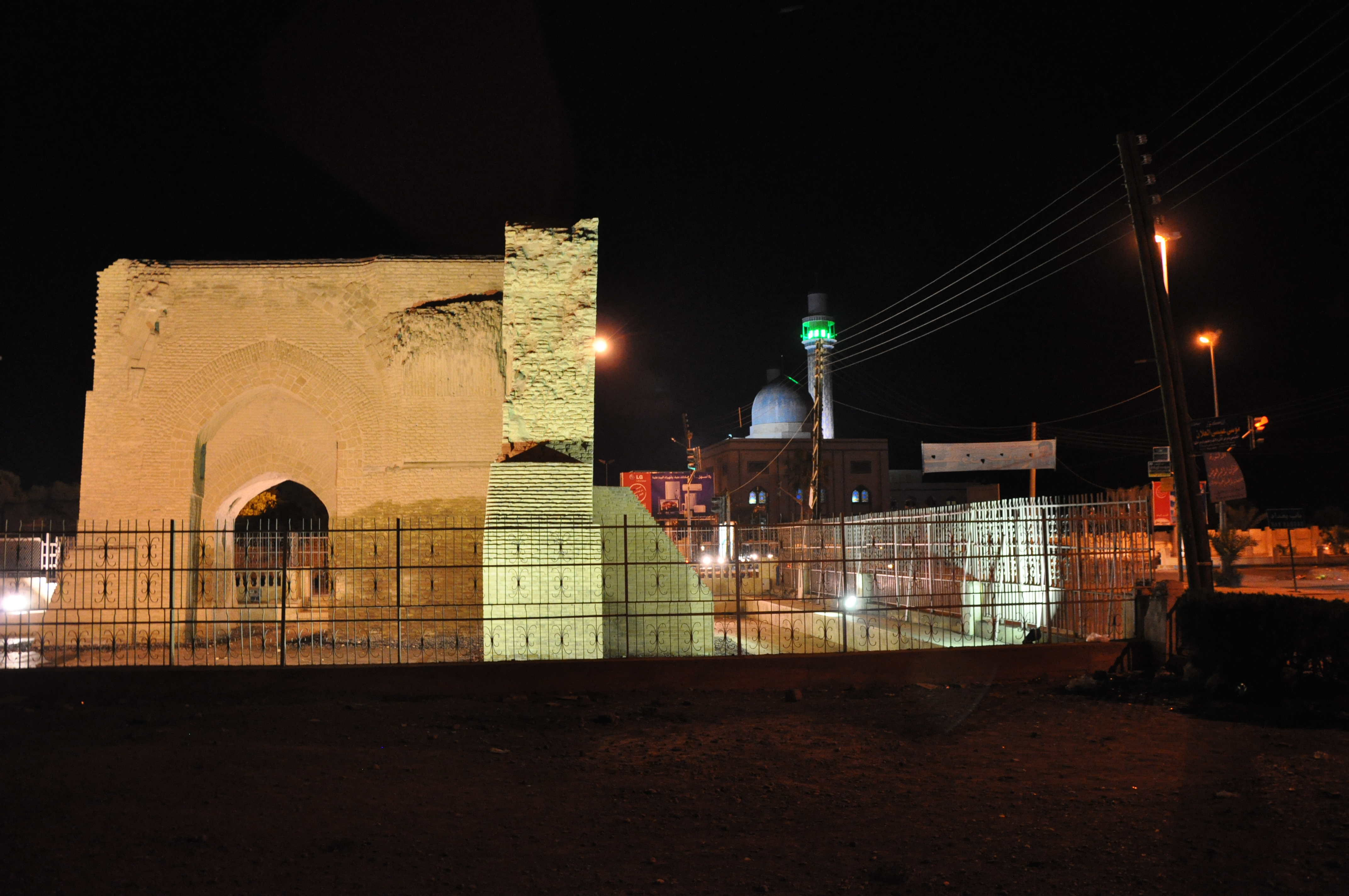
باب بغداد من معالم المدينة

هناك من يقول ان للمدينة ثلاثة أبواب رئيسية، هي، باب السبال في الشرق، الذي كتب الخليفة هارون الرشيد اسمه عليه سنة 180 ه‍، بعد قيامه بتلبيس السور بمادة الآجر، وباب الجنان في الغرب، وباب حران في الشمال، يقابله باب مجهول الاسم، قليل الأهمية، يقال انه كان مخصصاً للخدمة ويفتح عند انحسار مجرى النهر، ولم تكن له أغراض دفاعية.
اما بالنسبة إلى باب بغداد، الكائن في الزاوية الجنوبية الشرقية من السور، فيستبعد ان يكون من أبواب المدينة، ومن المرجح ان يكون منشأة منفصلة مستقلة، وذلك لأن مدخل الباب لا يؤدي إلى مدخل المدينة، بل إلى الجهة الجنوبية المحاذية للسور.
ولا بد من الأشارة هنا إلى رأي عالم الآثار البريطاني كريزويل، الذي نسب ان باب بغداد قد بنيت في زمن المنصور، ثم قال:« طلبت من قائد فوج الطيران الفرنسي"39" فحص الموقع بالتصوير الجوي، فتبين لنا ان الخندق الطويل الملتف حول الرافقة، ينقطع عند البرج "باب بغداد" ، مما يجعل هذه المنشأة منفصلة عن مدينة الرافقة، وإن أبواب الرافقة قد بنيت على السورين الخارجي والداخلي بعد أن يعبر الخندق بقنطرة، وباب بغداد رُكب بشكل جانبي موارب ليصعب على العدو إقتحامه».